# Jerzy Harwot
Jerzy Harwot (ur. 7 maja 1853 w Puńcowie, zm. 4 grudnia 1904 w Przemyślu) – polski pedagog, profesor gimnazjalny.

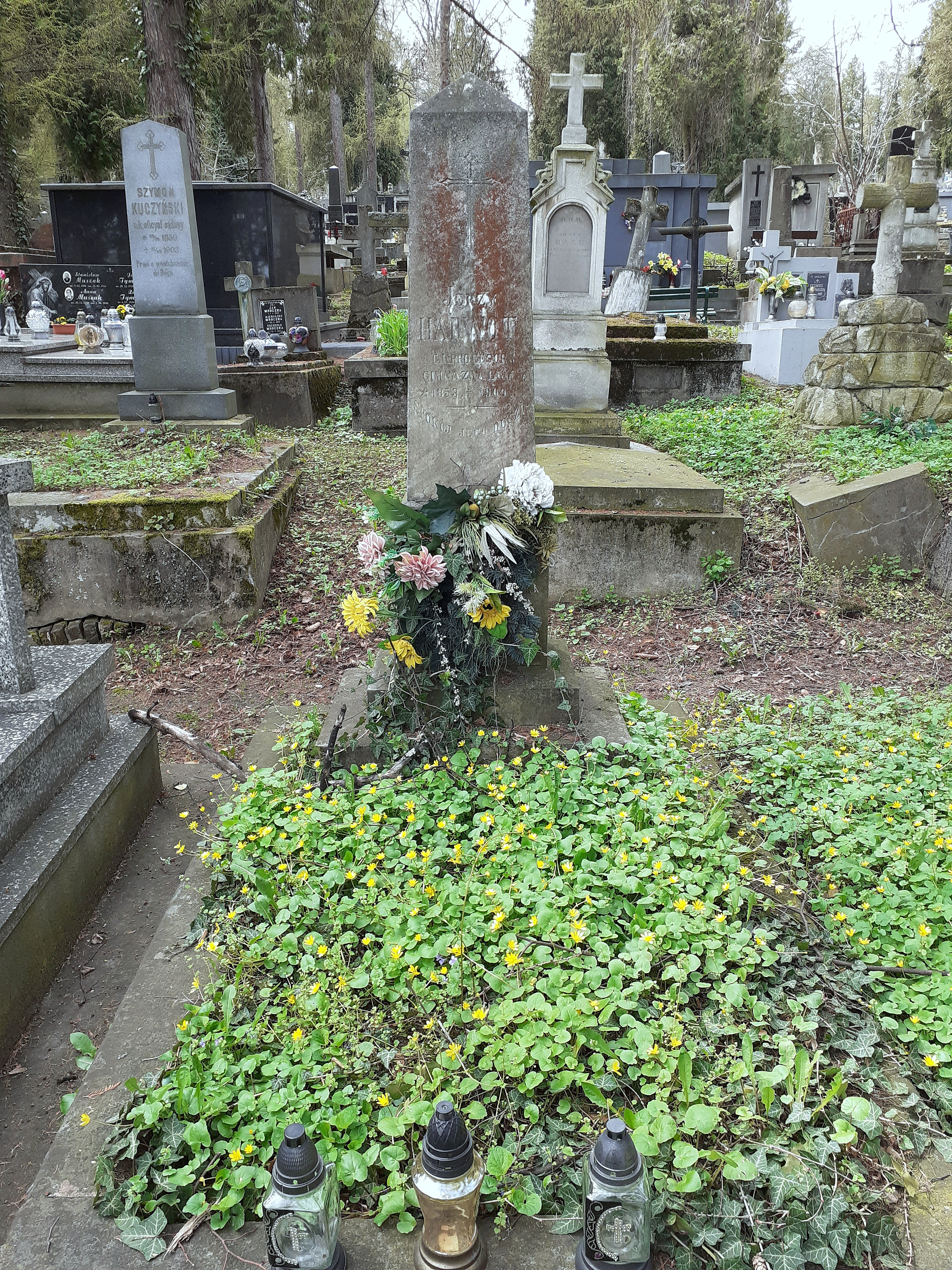
Nagrobek Jerzego Harwota

## Życiorys
Pochodził z rodziny chłopskiej. Był synem Pawła i Anny z Zamarskich. Po ukończeniu miejscowej szkoły powszechnej uczęszczał do II Ewangelickiego Państwowego Gimnazjum w Cieszynie, gdzie 27 lipca 1871 zdał egzamin dojrzałości. W czasie nauki działał w związkach i stowarzyszeniach młodzieży polskiej. W 1871 wstąpił na Wydział Filozoficzny Uniwersytetu Jagiellońskiego w Krakowie, gdzie studiował historię. Po trzech semestrach przeniósł się do Wiednia, gdzie tak jak w Krakowie studiował historię u prof. Józefa Aschbacha i Ottokara Lorenza, a także pedagogikę u Teodora Vogta. Po ukończeniu studiów, objął w 1877 stanowisko nauczyciela w C. K. Gimnazjum w Przemyślu i uczył przez szereg lat języka niemieckiego i propedeutyki filozofii, a od 1898 też geografii. Obok pracy dydaktycznej zajmował się publicystyką – był autorem kilku rozpraw, podręczników i artykułów o tematyce pedagogicznej. Ciekawe są jego postulaty uruchomienia pracowni robót ręcznych w szkołach. Zdradzał też zainteresowania regionalizmem i krajoznawstwem, czego wynikiem jest jego monografia poświęcona rodzinnemu Śląskowi Cieszyńskiemu.
W 1901 przeszedł w stan spoczynku. Zmarł trzy lata później. Został pochowany na cmentarzu Głównym w Przemyślu.

## Niektóre publikacje
- Pracownia szkolna ze stanowiska pedagogiki i ekonomii społecznej, Kraków 1881;
- Jakiej reformy przede wszystkiem potrzebują nasze szkoły ludowe?, Przemyśl 1882;[2]
- Cieszyn i ziemia cieszyńska pod względem geograficznym i statystycznym, Przemyśl 1893;[3]
- Nasze szkolnictwo ludowe, Kraków 1898.